# Alexandrine Fontaine-Borguet
Alex Fontaine-Borguet (Ougrée, 21 december 1904 - 17 mei 1996) was een Belgisch volksvertegenwoordiger.

## Levensloop
Gesproten uit een mijnwerkersgezin, sloot ze zich in 1921 aan bij de Belgische Werkliedenpartij. Ze werd actief bij de Femmes socialistes (1921), de Guilde des coopératrices (1925), de Socialistische Vooruitziende Vrouwen (1927), de Socialistische Jonge Wacht (1927). Daarop werd ze aangeworven door het Algemeen Belgisch Vakverbond (dienst documentatie en arbeidersrechten) waar ze de gelegenheid kreeg het diploma van sociaal assistente te verwerven.
Bij het begin van de Tweede Wereldoorlog werd ze aangeworven door de provincie Luik en ze organiseerde er de provinciale sociale dienst.
In 1948 werd ze BSP-volksvertegenwoordiger voor het arrondissement Luik en vervulde dit mandaat tot in 1965.
Ze was vele jaren voorzitster van de Socialistische Vooruitziende Vrouwen. Ze was ook, beroepshalve, sociaal assistente bij het Provinciaal Instituut Ernest Malvoz.
Ze voerde acties voor gelijkheid van lonen tussen man en vrouw, voor modulatie van de kinderbijslagen volgens de leeftijd van de kinderen, voor de afschaffing van de Salische wet. In het parlement bekommerde ze zich hoofdzakelijk om de volgende thema's: gezondheid, familiale politiek, kinderbescherming, arbeidswetgeving en sociale wetgeving.